# Methanospirillum
Genre
Espèces de rang inférieur
- Methanospirillum hungatei
- Methanospirillum lacunae

Methanospirillum est un genre d'archées méthanogènes de l'ordre des Methanomicrobiales.